# Szepesapátka
Szepesapátka (1899-ig Opátka, szlovákul: Spišská Opátka) Apátka településrésze, egykor önálló falu Szlovákiában a Kassai kerület Kassa-vidéki járásában.

## Fekvése
Kassától 25 km-re északnyugatra fekszik.

## Története
Szepesapátka a 19. század közepén keletkezett. A Rumanová-patak határt képzett az egykori Abaúj-Torna és Szepes vármegyék között. Apátka a patak abaúj-tornai oldalán, míg Szepesapátka a patak szepesi oldalán feküdt, ezért a két településrész egykor két vármegyéhez tartozott. A falu lakói az apátkai rézolvasztóban dolgoztak és erdei munkások voltak, később azonban sokan elvándoroltak.
1910-ben 83, túlnyomórészt szlovák lakosa volt. A trianoni diktátumig Szepes vármegye Gölnicbányai járásához tartozott.
1945-ben csatolták Apátkához.

## Lásd még
- Apátka